# Laurahütte (concentratiekamp)

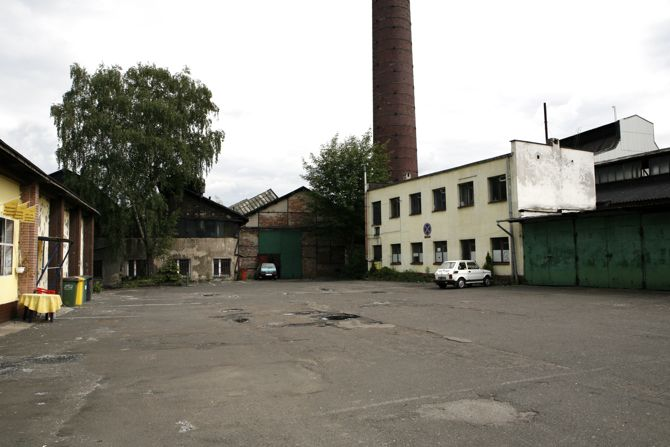

Laurahütte was een werkkamp dat fungeerde als subkamp van Auschwitz. In Laurahütte, gelegen in het dorp Siemianowice Śląskie, werd luchtafweergeschut geproduceerd. Het kamp, dat actief was tussen april 1944 en januari 1945, werd geleid door het bedrijf Berghütte - Königs und Bismarckhütte. Het kamp omvatte op 17 januari 1945 937 gevangenen.